# Yūsuke Hatanaka
Yūsuke Hatanaka (畑中勇介?, Hatanaka Yūsuke; Tokyo, 21 giugno 1985) è un ciclista su strada giapponese che corre per il Kinan Cycling Team. Professionista dal 2008, nel 2010 è arrivato terzo alla Japan Cup e nel 2017 ha vinto il titolo nazionale in linea. Ha inoltre preso parte a un'edizione dei Campionati del mondo, a Valkenburg nel 2012.

## Palmarès
- 2006 (Albi V.S., due vittorie)

Grand Prix de Puy-l'Evêque
West Japan Road Classic
- 2008 (Skil-Shimano, una vittoria)

7ª tappa Jelajah Malaysia (Kuala Lumpur > Kuala Lumpur, criterium)
- 2011 (Shimano Racing Team, una vittoria)

2ª tappa Tour of Okinawa (Nago > Nago)
- 2014 (Shimano Racin Team, una vittoria)

Gunma CSC Road Race - Minakami
- 2015 (Team Ukyo, due vittorie)

Oita Cycle Road Race
Minami-Uonuma Time Trial (cronocoppie, con Óscar Pujol)
- 2017 (Team Ukyo, una vittoria)

Campionati giapponesi, Prova in linea

### Altri successi
- 2008 (Skil-Shimano)

1ª tappa, 2ª semitappa Brixia Tour (Brescia > Brescia, cronosquadre)
- 2010 (Shimano Racing Team)

West Japan Road Classic - Hiroshima (criterium)
Wajima Road Race (criterium)
- 2011 (Shimano Racing Team)

West Japan Road Classic - Hiroshima (criterium)
Shimano Road Race - Suzuka (criterium)
Miyada Criterium
- 2012 (Shimano Racing Team)

Corsa a punti Tour of Thailand
- 2013 (Shimano Racin Team)

West Japan Road Classic - Hiroshima (criterium)
Chita Peninsula Mihama Criterium
1ª prova Criterium by Le Tour de France - Saitama (prova a punti)
- 2014 (Shimano Racin Team)

West Japan Road Classic - Hiroshima (criterium)
- 2015 (Team Ukyo)

West Japan Road Classic - Hiroshima (criterium)
Shimano Road Race - Suzuka (criterium)
- 2018 (Team Ukyo)

Campionati asiatici, Cronosquadre (con la Nazionale giapponese)

## Piazzamenti

### Competizioni mondiali
- Campionati del mondo

Hamilton 2003 - In linea Under-23: 88º
Salisburgo 2006 - In linea Under-23: ritirato
Stoccarda 2007 - In linea Under-23: 89º
Limburgo 2012 - In linea Elite: ritirato